# Black P. Stones
Die Black P. Stones, auch bekannt als Almighty Black P. Stone Nation (abgekürzt: BPS oder BPSN), ist eine ursprünglich aus Chicago stammende Straßengang, die heute in 20 US-Bundesstaaten aktiv ist. Mitte der 1980er firmierte die Gang unter dem Namen EL RUKN und fungierte als islamistische Terrororganisation, die von Muammar al-Gaddafi unterstützt wurde.

## Organisationsstruktur
Die Black P. Stones sind heute in 20 Bundesstaaten aktiv. Insgesamt wurde ihre Zahl 2003 auf 6000 bis 8000 Personen geschätzt, wobei bereits auf Chicago 3000 bis 5000 Mitglieder entfallen. Die Altersspanne beträgt zwischen 10 und 40 Jahren. Die Farben der Gang sind seit den 1960ern rot, schwarz und grün. Als Symbol wählte man eine Pyramide, die auf den afrikanischen Ursprung der Gangmitglieder hindeuten sollte. Auch heute noch sind muslimische Symbole, wie der Schriftzug arabisch الله (für Allah), die Mondsichel oder die „Sieben“. Um sich der Gang anzuschließen, sind drei Prüfungen möglich: ein bewaffneter Raubüberfall, ein Drive-by-Shooting oder ein sogenanntes Beat-in, ein meist mehrminütiges Einschlagen auf den Neuling.

## Chicago
Die Gang wurde von Jeff Fort und Eugene „Bull“ Hairston, zwei ehemaligen Gegnern gegründet und umfasste die beiden Vorgängerorganisationen „Black Stone Raiders“ von Hairston und eine namenlose Gang von Fort. Die beiden Gangs schlossen sich zu den Black Stone Rangers zusammen und konnten sich in den 1960ern rasant vergrößern. Zu Beginn suchten sie Anschluss an die Bürgerrechtsbewegung in Chicago und unter dem Einfluss von Reverend John Fry begann man sich sozial in einem Job Training zu engagieren. Mit dem wachsenden Einfluss der Gang begann man in einem größeren Maßstab zu expandieren und gründete die „Main 21“, eine Art Dachorganisation verschiedener afroamerikanischer Gangs aus Chicago. Man benannte sich schließlich in Black P. Stones um, wobei das „P“ mehrere Bedeutungen hatte, unter anderem „Peace“ und „Power“.
Am 6. Juni 1966 wurde Hairston inhaftiert und Fort übernahm die Führung der Gruppe. Ende der 1960er war die Gang die mächtigste Gruppe in Chicago und kämpfte gegen die Disciple Nation und die Gangster Nation. Zu Feinden wurden auch die Black Panther Party, die jedoch gegenüber den Stones einlenkte und nicht auf dem Gebiet der Gang operierte. Trotz ihrer kaum getarnten kriminellen Aktivitäten gab sich die Gruppe einen sozialen Anstrich und konnte Regierungsgelder akquirieren. Fort wurde sogar zur Amtseinführung von Präsident Richard Nixon eingeladen. Erst 1968 bemerkte die Regierung Unregelmäßigkeiten und begann Ermittlungen gegen die Gang, die schließlich 1972 zur Inhaftierung der Hauptmitglieder führten. Fort leitete die Gang aus dem Gefängnis weiter. Hairston, der ebenfalls wieder inhaftiert wurde, verlor währenddessen an Einfluss. Als er 1975 entlassen wurde, schossen ihn Anhänger von Fort auf offener Straße nieder. Er überlebte, zog aber in den Norden von Chicago und führte dort ein weiteres Set der Gang weiter.
John Fort wurde 1978 entlassen und hatte sich zwischenzeitlich dem muslimischen Glauben zugewandt. Er nannte die Gang in El RUKN um. Die neu ausgerichtete Gang stieß schnell zur Spitze der Chicagoer Gangs vor und kontrollierte den Drogenhandel von Chicago. Sie besaßen auch eine eigene Moschee, ein umgebautes Kino. Die Gang arbeitete mit dem Gaddafi-Regime von Libyen zusammen. Unter dem Namen „RUKBOM“ wurden mehrere terroristische Attentate geplant, die die Vereinigten Staaten treffen sollten. Dafür erklärte sich Libyen bereit 2,5 Millionen US-Dollar zu zahlen und ein Versteck in Tripolis zu organisieren. Fort wurde jedoch vorher verhaftet und zu insgesamt 155 Jahren Haft, wegen terroristischer Verschwörung, aber auch Mord, verurteilt. Ohne Forts Einfluss änderte die Gang ihren Namen wieder in Black P. Stones. Fort sitzt heute in einer Einzelzelle eines Hochsicherheitsgefängnis in Marion (Illinois).
Seit den 1990ern sind die Black P. Stones Teil der People Nation in Chicago.

## Los Angeles
Bereits 1969 gründete sich ein Chapter der Gang im Stadtteil Baldwin Village von Los Angeles, der auch als „Jungle“ bekannt ist. Sie ist dort Teil der Bloods-Gang und vor allem im Drogenhandel engagiert. Die Black P. Stones sind in Los Angeles eine der zehn größten Gangs. Für 2011 wurde Mitgliederzahl von 894 Mitgliedern dokumentiert. In diesem Jahr wurden ebenfalls 75 Mitglieder der Gang wegen Verstößen gegen das Betäubungsmittelgesetz verhaftet. Bereits 2006 wurden 17 Mitglieder der Gang nach Bundesgesetzen verurteilt.